# Thomas Häßler
Thomas "Icke" Häßler (ur. 30 maja 1966 roku w Berlinie Zachodnim) — niemiecki piłkarz grający na pozycji ofensywnego pomocnika lub rozgrywającego. Z reprezentacją Niemiec, w której barwach rozegrał 101 meczów, zdobył mistrzostwo świata 1990 oraz wicemistrzostwo (1992) i mistrzostwo Europy (1996).

## Sukcesy piłkarskie
- brązowy medal na Igrzyskach Olimpijskich 1988 z olimpijską reprezentacją RFN
- Piłkarz roku 1989 i 1992 w Niemczech.

W reprezentacji Niemiec od 1988 do 2000 roku rozegrał 101 meczów i strzelił 11 goli — mistrzostwo świata 1990, wicemistrzostwo Europy 1992, mistrzostwo Europy 1996 i starty w Mistrzostwach Świata 1994 (ćwierćfinał), Mistrzostwach Świata 1998 (ćwierćfinał) i Mistrzostwach Europy 2000 (runda grupowa).